# Herb kraju bańskobystrzyckiego

Herb kraju bańskobystrzyckiego

Herb kraju bańskobystrzyckiego to, obok flagi, jeden z symboli tego kraju.

## Opis herbu
Tarcza herbowa czwórdzielna w krzyż.
- Pole pierwsze dwudzielne w pas. Górna część błękitna, dolna srebrna. W każdej po dwa świerki przeciwnej barwy.
- W polu drugim, czerwonym, złotowłosy rycerz w srebrnej zbroi dzierżący w prawej dłoni srebrny miecz o złotej rękojeści. Dłoń lewa oparta o czerwoną tarczę. Tarcza ozdobiona złotą bordiurą i srebrnym krzyżem lotaryńskim
- W polu trzecim, czerwonym, skos srebrny. Ponad nim srebrny półksiężyc końcami zwróconymi w prawo[1]. Pod skosem złota sześcioramienna gwiazda.
- W polu czwartym, błękitnym, srebrny zamek o jednej wieży i jednej bramie, której prześwit ma barwę pola.

## Uzasadnienie symboliki herbu
Herb kraju bańskobystrzyckiego łączy w sobie elementy herbów czterech komitatów Królestwa Węgier, na których terenie powstał współczesny kraj. Świerki pochodzą z herbu komitatu Zólyom (Zwoleń, ze stolicą w Bańskiej Bystrzycy). Herb pochodzi z 1553 roku. Rycerz w drugim polu został zapożyczony z herbu komitatu Nógrád (Nógrád, późniejsza stolica to Balassagyarmat), który został mu nadany w roku 1551. Pole trzecie jest połączeniem elementów pochodzących z herbów dwóch komitatów: komitatu Bars (srebrny skos; 1552 rok) i komitatu Hont (ciała niebieskie; 1550 rok). Zamek to herb komitatu Gömör és Kis-Hont (Gemer) ze stolicą w Rymawskiej Sobocie.